# دانيال بيج
دانيال بيج (بالإنجليزية: Daniel Page)‏ هو سياسي أمريكي، ولد في 5 مارس 1790 في بارسونفيلد في الولايات المتحدة، وتوفي في 29 أبريل 1869 في واشنطن العاصمة في الولايات المتحدة.